# Aeroportul Columbia
Aeroportul Columbia (IATA: COA, FAA LID: O22) este un aeroport din California, Statele Unite ale Americii. Aeroportul a fost tranzitat în 2019 de 4 pasageri.
Situat la o altitudine de 646 m, aeroportul dispune de 2 piste.

## Infrastructură

### Piste
Aeroportul dispune de 2 piste. Pista 11/29 are suprafața de Iarbă și dimensiunile 2.607 picioare × 50 picioare. Pista 17/35 are suprafața de asfalt și dimensiunile 4.673 picioare × 75 picioare. 